# Nerocila donghaiensis
Nerocila donghaiensis es una especie de crustáceo isópodo marino del género Nerocila, familia Cymothoidae. Fue descrita científicamente por H. Yu & Li en 2002.

## Distribución
Esta especie se encuentra en mar del este de China y el Pacífico norte.